# Agustín Sández
Gonzalo Agustín Sández (Lanús, 16 gennaio 2001) è un calciatore argentino naturalizzato paraguaiano, difensore del Rosario Central.

## Biografia
Nato in Argentina, nel settembre 2024 ottiene la cittadinanza paraguaiana grazie alle sue origini.

## Caratteristiche tecniche
È un terzino sinistro.

## Carriera

### Club
Cresciuto nel settore giovanile del Boca Juniors, debutta in prima squadra il 22 aprile 2021 scendendo in campo da titolare nel match della fase a gironi di Coppa Libertadores vinto 1-0 contro il The Strongest. Realizza il suo primo goal il 5 giugno 2022 nel match di Primera Division Argentina 2022 vinto 2-1 contro l’Arsenal Sarandí.

### Nazionale
Nel settembre 2024 viene convocato per la prima volta dal Paraguay, con cui esordisce il 10 ottobre del medesimo anno nel pareggio per 0-0 in casa dell'Ecuador.

## Statistiche

### Presenze e reti nei club
Statistiche aggiornate al 14 giugno 2021.
| Stagione        | Squadra         | Campionato      | Campionato | Campionato | Coppe nazionali | Coppe nazionali | Coppe nazionali | Coppe continentali | Coppe continentali | Coppe continentali | Altre coppe | Altre coppe | Altre coppe | Totale | Totale |
| Stagione        | Squadra         | Comp            | Pres       | Reti       | Comp            | Pres            | Reti            | Comp               | Pres               | Reti               | Comp        | Pres        | Reti        | Pres   | Reti   |
| --------------- | --------------- | --------------- | ---------- | ---------- | --------------- | --------------- | --------------- | ------------------ | ------------------ | ------------------ | ----------- | ----------- | ----------- | ------ | ------ |
| 2021            | Boca Juniors    |                 | -          | -          | CA+CdL          | 0+1             | 0               | CL                 | 3                  | 0                  |             | -           | -           | 4      | 0      |
| Totale carriera | Totale carriera | Totale carriera | 0          | 0          |                 | 1               | 0               |                    | 3                  | 0                  |             | -           | -           | 4      | 0      |

## Palmarès
- Copa Argentina: 1

Boca Juniors: 2019-2020
- Copa de la Liga Profesional: 2

Boca Juniors: 2022
Rosario Central: 2023
- Campionato argentino: 1

Boca Juniors: 2022
- Supercopa Argentina: 1

Boca Juniors: 2022